# EmPower
EmPower è uno standard per connettori progettati per fornire energia elettrica ai passeggeri delle compagnie aeree commerciali. Lo standard fornisce corrente continua a 15 volt ed è limitato a 75 watt (5 amp).
In alcune compagniee aeree il connettore è disponibile solo in Business Class o First Class (Prima).
Trasformatori con connettori emPower, per convertire la corrente continua in corrente alternata (solitamente 110 V CA) sono reperibili sul mercato e sono spesso presenti nei duty free degli aeroporti. Questi trasformatori permettono di utilizzare normalmente gli alimentatori di computer o altri dispositivi portatili, o altri caricabatterie purché progettati per funzionare alla tensione di 110 V (solitamente i trasformatori e caricabatterie sul mercato sono di tipo "switching" con tensione di ingresso (INPUT) di 100-240V ~ (CA - corrente alternata)).
Le compagnie aeree che offrono i connettori emPower su alcuni dei propri voli includono:
- Air France
- British Airways
- Alitalia
- Continental Airlines
- Delta Air Lines
- US Airways
- United Airlines
- Virgin Atlantic
- Cathay Pacific (sulla quasi totalità dei voli)

Alcune compagnie aeree (American Airlines, Swiss) utilizzano le prese per accendisigari da auto invece delle prese emPower. Esistono degli adattatori per convertire le prese accendisigari in emPower (solitamente forniti a corredo dei trasformatori emPower).
Altre compagnie aeree (Emirates, Japan Airlines, KLM, Lufthansa, Swiss, Quantas, Scandinavian Airlines) dotano i propri apparecchi di prese a corrente alternata.